# Heterogamasus euarmatus
Heterogamasus euarmatus är en spindeldjursart som beskrevs av Wolfgang Karg 1977. Heterogamasus euarmatus ingår i släktet Heterogamasus och familjen Ologamasidae. Inga underarter finns listade i Catalogue of Life.